# Dorothy Lonewolf Miller
Dorothy Lonewolf Miller (West Liberty, 1920-Richmond, 30 de mayo de 2003) fue una activista Blackfoot de Iowa. Fue organizadora sindical, trabajadora social y defensora de la salud, que participó en la Ocupación de Alcatraz, brindando apoyo en la clínica de salud establecida en la isla. Pasó 40 años investigando temas sociales y brindando servicios sociales a nativos estadounidenses, niños, prisioneros y pacientes con enfermedades mentales en California y fue incluida póstumamente en el Salón de Distinción del Trabajo Social de California en 2004.

## Biografía
Dorothy Lonewolf Miller, que era parte de los Blackfoot, nació en 1920 en West Liberty, Iowa. A la edad de 19 años, formó parte del Taller de Escritores de Iowa y comenzó a publicar poemas en antologías. Casi al mismo tiempo, comenzó a trabajar en fábricas en Iowa como organizadora sindical, iniciando una carrera de activismo que duraría toda su vida. Miller se matriculó en la Universidad de Iowa y obtuvo una licenciatura en 1955 en sociología. Continuó allí sus estudios, obteniendo una maestría en Trabajo Social en 1957.
En la década de 1960, se mudó a California y se convirtió en parte del movimiento nacional de desinstitucionalización, abogando por que los pacientes con enfermedades mentales fueran tratados desde casa en lugar de institucionalizados. Trabajó e investigó en el Departamento de Higiene Mental de California y contribuyó a las reformas legislativas del sistema hospitalario estatal. En 1966, Miller dejó el servicio público para fundar una empresa de investigación sin fines de lucro, la Scientific Analysis Corporation, de San Francisco. Entre las políticas sociales que investigó estaban el efecto del alcoholismo en los niños, la salud mental, la reforma penitenciaria, los fugitivos y los indios americanos urbanos. En 1967, Miller completó su doctorado en Bienestar Social en UC Berkeley y en 1968 su investigación se utilizó para ayudar a aprobar la Ley Lanterman-Petris-Short . Ese mismo año, fundó y asumió la dirección del Institute for Scientific Analysis (ISA).
Cuando los nativos estadounidenses comenzaron la ocupación de la isla de Alcatraz, Miller trabajó con Stella Leach, una enfermera que fue la principal organizadora, y Jenny Joe, junto con médicos voluntarios para prestar servicios sanitarios en una clínica establecida en la isla en uno de los edificios. También escribió poemas sobre el evento para ayudar a publicitarlo y preservar la memoria de la ocupación para la posteridad, con casi una docena de versos escritos durante la ocupación. Miller también creó un "escritorio indio" en su empresa para canalizar dinero y comunicaciones a los ocupantes, manejando tanto la cuenta bancaria de los indios de todas las tribus como los servicios de radio entre Alcatraz y el continente.
A lo largo de las décadas de 1970 y 1980, Miller realizó investigaciones y publicó sus hallazgos sobre servicios sociales y bienestar. Muchos de sus estudios fueron programas financiados por el estado o el gobierno federal que pusieron en marcha iniciativas y organizaciones para mejorar la educación y los servicios para varios sectores de la sociedad. Continuó sirviendo como directora de la ISA hasta su jubilación en 2000. Donó 400 libros sobre los nativos estadounidenses a la Soboba Band of Luiseno Indians en San Jacinto, California poco antes de su muerte para permitir que la tribu estableciera una biblioteca. En su honor, crearon la Sala de lectura Lonewolf y establecieron la Cham-Mix Poki (Casa de nuestra cultura) para albergar la colección.
Miller murió el 30 de mayo de 2003, y en 2004 fue incluida póstumamente en el Salón de Distinción del Trabajo Social de California.

## Obras seleccionadas
- Miller, Dorothy Lonewolf; Joe, Jennie R (1989). «Barriers and Survival: A Study of an Urban Indian Health Center». American Indian Culture and Research Journal 13 (3–4): 233-256. ISSN 0161-6463.
- Miller, Dorothy Lonewolf; Joe, Jennie R (1991). «The Dilemma of Navajo Industrial Workers». Nature, Society, and Thought: A Journal of Dialectical and Historical Materialism 4: 310.
- Miller, Dorothy Lonewolf; Joe, Jennie R (June 1993). «Employment Barriers and Work Motivation for Navajo Rehabilitation Clients». International Journal of Rehabilitation Research 16 (2): 107-117.